# Angel Čibej
‎Angel Čibej, slovenski veteran vojne za Slovenijo, * 4. september 1955.

## Odlikovanja in nagrade
Leta 1994 je prejel častni znak svobode Republike Slovenije z naslednjo utemeljitvijo: »za izjemne zasluge pri obrambi svobode in uveljavljanju suverenosti Republike Slovenije«.